# Boundin'
Boundin' is een korte computeranimatiefilm van Pixar Animation Studios, uitgebracht in 2003. De film werd geschreven, geregisseerd en van muziek voorzien door Bud Luckey. Hij spreekt tevens de enige stem van het filmpje in; die van de verteller.
Het filmpje werd in de bioscopen vertoond voorafgaand aan The Incredibles.

## Verhaal
De film draait om een schaap, dat ervan houdt om andere dieren te vermaken met zijn elegante dansen. Nadat hij echter wordt geschoren verliest hij zijn zelfvertrouwen, en durft niet meer op te treden. Hij ontmoet een jackalope die hem leert over "boundin'"; altijd weer opstaan als je valt. Het schaap leert zo zijn zelfvertrouwen te herwinnen. Zijn wol groeit die winter weer aan en wordt de zomer erop weer afgeschoren, maar zijn trots blijft onaangetast.

## Rolverdeling
| Personage                | Taal             | Taal               | Taal |
| Personage                | Originele versie | Nederlandse versie |      |
| ------------------------ | ---------------- | ------------------ | ---- |
| Verteller/Boundin/Schaap | Bud Lucky        | Wim van Rooij      |      |

## Achtergrond
Regisseur Brad Bird wilde als voorfilmpje voor The Incredibles eigenlijk een filmpje over Rick Dicker, de overheidsagent uit The Incredibles die als taak heeft superhelden te helpen onderduiken.
Boundin' is de eerste kortfilm van Pixar met een ingesproken stem. Alle vorige filmpjes hadden enkel muziek en geluidseffecten.
Boundin' is terug te vinden op de dvd collector's release van The Incredibles. De dvd van Cars bevat een aangepaste versie van het filmpje, met Mater in de rol van de jackalope en Lightning McQueen als het schaap.

## Prijzen en nominaties
In 2004 werd Boundin' genomineerd voor een Academy Award voor beste korte animatiefilm. Datzelfde jaar won de film de Annie Award voor Outstanding Achievement in an Animated Short Subject.